# 오블리스코 캐피탈 타워
오블리스코 캐피탈 타워는 이집트 카이로에 승인된 마천루이다.완공된다면 이집트에서 가장 높은 건물이된다.